# Костянтинівський трамвай
Костянтинівський трамвай — система електричного трамвая міста Костянтинівка, відкрита 23 серпня 1931 року, друга електрична трамвайна мережа на території Донецької області (після Донецька), тринадцята по довжині в Україні. Система експлуатується комунальним підприємством «Костянтинівське трамвайне управління». На даний час тимчасово не функціонує.

## Історія

### Початок будівництва та відкриття першої лінії
На початку 1931 року у центральній частині міста розпочалося будівництва трамвайної лінії. 23 серпня 1931 року було відкрито руху першою лінією трамваю у Костянтинівці. Лінія протяжністю 1,8 км проходила від Дмитрівки до парку Металургів вулицею Леніна. У жовтні того ж року лінію було дещо подовжено — до Пляшкового заводу, а у листопаді — до вокзалу (Сантуринівки).
У частині міста, розташованій з іншого боку залізниці, також розпочалося будівництва трамвайної лінії. Вже у січні 1932 року було відкрито лінію від мосту через Кривий Торець до поліклініки Червоного Містечка. Того ж року її дещо продовжили до Пляшкового заводу, а 1933 року — в протилежний бік, до Цинкового заводу. Оскільки дві частини міста були розділені залізницею, обидві лінії існували як ізольовані. Під депо тут було пристосовано дерев'яний ангар.
На першій лінії 1934 року було відкрито депо на 20 місць.

### Трамвай під час Другої світової війни
На 1941 рік довжина мережі становила 10,7 км. Відомостей про роботу трамваю під час німецької окупації немає.
1 травня 1944 року було відновлено рух на лінії Вокзал-Пляшковий завод. Влітку 1944 року також було відновлено рух на другій лінії (повністю — 1945 року).

### Період максимального розквіту
В повоєнну добу починається розвиток мережі — 1947 року на кінцевих будуються розворотні кільця, у листопаді 1948 року маршрут № 1 подовжується до Заводу обважнювачів.
1951 року було відкрито нову лінію від Цинкового заводу до селища однойменного заводу.
У січні 1959 року маршгрут № 1 подовжено на 2,2 км — новою лінією від заводу обважнювачів до молокозаводу.
Однак найбільше мережа отримала розвиток впродовж 1969-70-х років.
1962 року розпочалося будівництво одразу 3 нових ліній, 2 з яких, до кінотеатру «Будівельник» та селища Червоний Жовтень відкрили у липні та серпні того ж року відповідно. Третю лінію — до Новоселівки, було відкрито 29 вересня 1965 року.
Того ж таки 1962 року розпочалося важливе для міста будівництва — шляхопроводу, що мав пройти над коліями та сполучити дві частини міста і водночас — об'єднати трамвайні лінії у єдину мережу. 30 червня 1965 року обидві частини мережі було об'єднано і було також відкрито невелику лінію до школи-інтернату. У грудні 1966 року цю лінію подовжено до Центрального ринку.
1963 року будівлю депо № 2 було знесено, а на території депо № 1 споруджено нову на 40 місць. Впродовж 1966-79 років на обох лініях укладено другу колію.
1975 року на Сантуринівці збудовано нове депо на 100 місць. До нього вулицею Будівельників прокладено нову лінію. 1976 року колії з вулиці Інтернаціональної перенесли на паралельну вулицю Пушкінську.
1990 року було відкрито лінію вулицями Тельмана та Мірошниченка, що з'єднала вдруге обидві частини міста та утворила велике трамвайне кільце. Було перевлаштовано кільце біля Автовокзалу. Тоді ж було ліквідовано лінію до селища Червоний Жовтень.

### Костянтинівський трамвай за часи Незалежності
2004 року керівництво міста оголосило існування трамваю у місті недоцільним і вже 26 червня 2004 року рух було припинено і лініями курсував лише службовий вагон. Однак перемога на виборах кандидата, який обіцяв відновлення руху мала позитивні наслідки — вже 23 серпня 2005 року рух було відновлено. За рік було відкрито маршрут, що дозволив відновити рух усіма лініями, окрім гілки до «Будівельника».
2007 року ситуація погіршилася, припинився рух на майже усій південній частині мережі (від вулиці Ємельянова проспектом Ломоносова повз Автовокзал та вулицю Мірошниченка) — через нестачу вагонів. 2008 року відновили рух до «Будівельника», однак через великі інтервали рух туди невдовзі припинився.
2010 року припинився рух і на маршруті № 3. В березні 2011 року маршрут № 3 було відновлено.
У травні-червні 2011 року силами пошановувачів електротранспорту з Донецька було відновлено три вагони, розпочалося відновлення ще одного. Тож незабаром у місті буде вже 6 ходових вагонів (донедавно було 2).
З грудня 2015 року по 26 березня 2016 року трамвайний рух у Костянтинівці було зупинено. З 26 березня 2016 року відновлено рух по 4 маршруту, на лінії працює один вагон. Ремонт шляхопроводу законсервовано.
З 2018 року трамвайний рух у Костянтинівці тимчасово не функціонує. Костянтинівська міська рада шукає можливості для відновлення трамвайного сполучення за рахунок інвестицій з Європейського Союзу. Однак через повномаштабне вторгнення в даний момент відновлення є неможливим, і всі плани з реалізації будуть розглядатися після закінчення бойових дій. 

## Маршрути
| №  | Зупинки на шляху слідування                                               |
| 1  | Кінотеатр «Будівельник» — Молокозавод                                     |
| 2  | Центральний ринок — Автовокзал                                            |
| 3  | Центральний ринок —Новоселівка                                            |
| 4  | Трамвайне депо — Молокозавод                                              |
| 5  | Кінотеатр «Будівельник» — Трамвайне депо — Автовокзал                     |
| 14 | Молокозавод — Кінотеатр «Будівельник» — Трамвайне депо                    |
| 21 | Центральний ринок — Автовокзал — Кінотеатр «Будівельник»                  |
| 24 | Центральний ринок — Автовокзал — Трамвайне депо                           |
| 25 | Центральний ринок — Автовокзал — Кінотеатр «Будівельник» — Трамвайне депо |

## Рухомий склад
| Тип                | Рік початку експлуатації | Рік закінчення експлуатації |
| ------------------ | ------------------------ | --------------------------- |
| 2-осні моторні Х+М | 1931                     | 1968                        |
| 4-осні моторні     | 1954                     | 1966                        |
| КТМ-1/КТП-1        | 1959                     | 1973                        |
| КТМ-2/КТП-2        | 1961                     | 1980                        |
| КТМ-5М3            | 1976                     | 2018                        |